# Édouard Manet
Édouard Manet (París; 23 de enero de 1832-París; 30 de abril de 1883) fue un pintor y grabador francés, reconocido por la influencia que ejerció sobre los iniciadores del impresionismo.

## Biografía

### Primeros años
Nació en París el 23 de enero de 1832, en una familia acomodada. Sus días escolares pasaron sin acontecimientos destacables y terminó su formación sin obtener la calificación necesaria para estudiar derecho, para decepción de su padre, que era magistrado. Sus primeros contactos con el arte se produjeron en la etapa escolar. 
A los dieciséis años viajó a Río de Janeiro como marinero en prácticas, con intención de ingresar en la Academia Naval Francesa.

### Se interesa por el arte
Con el consentimiento paterno, decide iniciar los estudios en el taller de Thomas Couture. Las clases se complementaban con visitas a museos. En 1856 abandona el taller ya que consideraba anticuadas las enseñanzas del maestro. Estuvo casi seis años como alumno de Thomas Couture, un pintor muy estrecho de miras como profesor. Al mismo tiempo pudo copiar en el Louvre cuadros no solo de Tiziano y Rembrandt, sino también de Goya, Delacroix, Courbet y Daumier. De Couture aprendió que para ser un gran maestro hay que escuchar las enseñanzas de los que lo han sido en el pasado.

### Viaja por Europa
Desde 1850 hasta 1856 Manet se dedicó a viajar por Europa para entrar en contacto con los grandes pintores de su época. También visitó España quedando impresionado con las costumbres, el folclore y el mundo del torero.

### Contrae matrimonio
El 26 de octubre de 1863 contrajo matrimonio con la pianista neerlandesa Suzanne Leenhoff, con quien mantenía relaciones desde 1850. A pesar de la boda, el que casi con seguridad era su hijo, León, nacido en 1852, siguió llevando el apellido de la madre, y pasando por hermano de ella. Es uno de los personajes del cuadro Homenaje a Delacroix, que Henri Fantin-Latour pintó en 1864.

### Descubre a Diego Velázquez
En agosto de 1865 emprendió un viaje por España, organizado por su amigo Zacharie Astruc, en el que visitó el Museo del Prado y descubrió la pintura barroca española, en particular a Diego Velázquez, que tendrá una enorme influencia en su obra. Los elogios de Manet a las obras de Velázquez en el Prado contribuyeron a que no pocos artistas franceses y estadounidenses viajasen a Madrid en las décadas siguientes.

### Su única alumna
En 1869 tomó como ayudante a Eva Gonzalès, hija de un conocido novelista, que le había sido presentada por un marchante de arte. La joven, que no carecía de talento pero a la que le faltaba iniciativa, fue la única alumna de Manet, quien la retrató en 1870.

### Guerra franco-prusiana

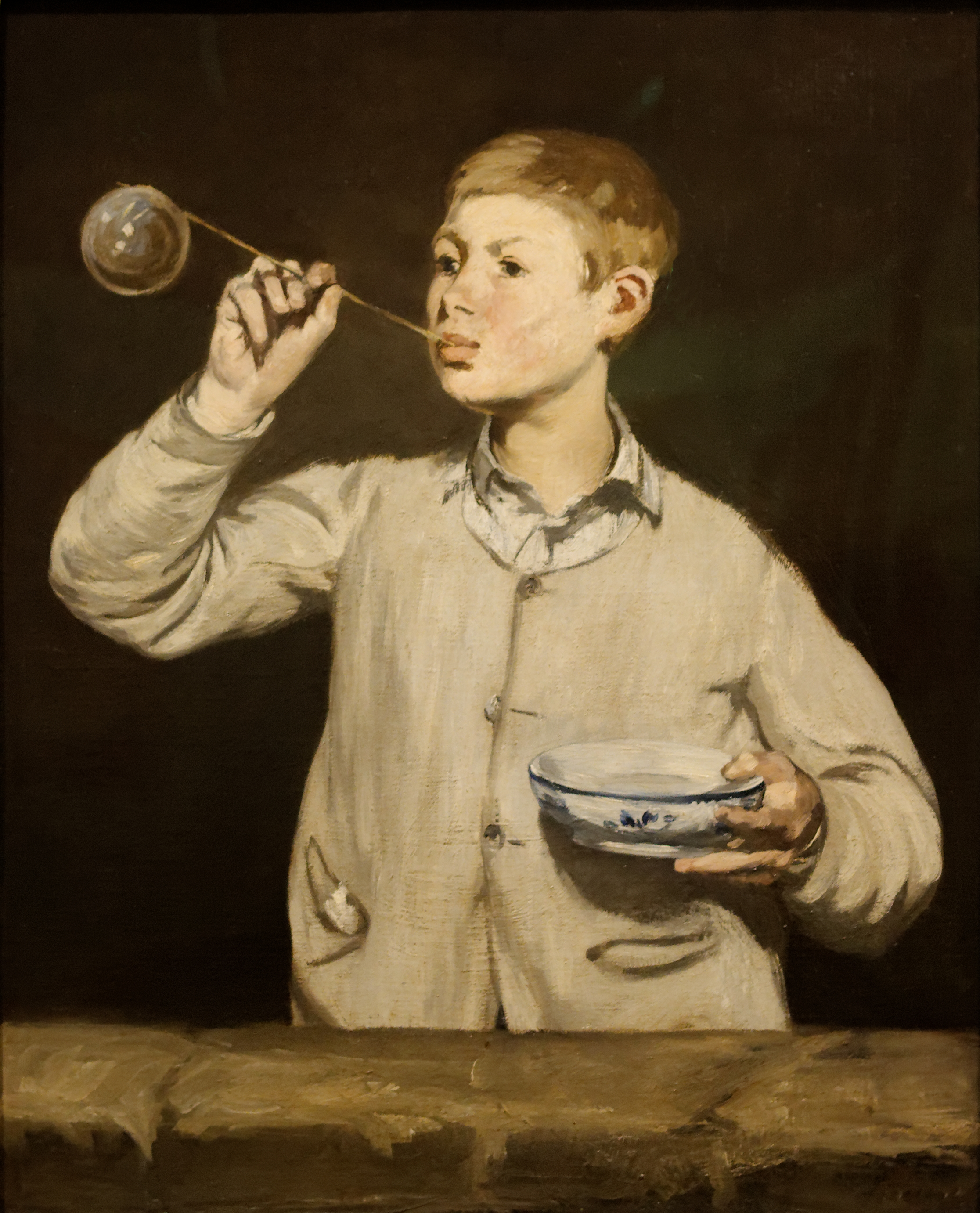
Chico haciendo pompas de jabón (1867), Manet presenta la fugacidad de la vida a partir de la imagen de su supuesto hijo con Suzane Leenhoff

Al estallar la guerra franco-prusiana Manet fue movilizado al igual que otros impresionistas. Envió a su familia a Oloron.Ste.-Marie, en los Pirineos, y envió trece cuadros a Duret, quien recibió un sinnúmero de pinturas de Manet, antes de entrar como teniente al servicio de la Guardia Nacional durante el sitio de París. Tras la declaración del armisticio en 1871 formó parte, junto con otros catorce pintores y diez escultores, de la federación de artistas de la efímera Comuna de París. Mantuvo buenas relaciones con los jóvenes impresionistas, muy en especial con Claude Monet; aunque siempre se resistió a participar en las exposiciones independientes, prefería ofrecer sus obras al salón y exponerlas en su propio estudio si eran rechazadas.

### Primera exposición de pintores impresionistas
En 1872 Paul Durand-Ruel adquirió por 35 000 francos veinticuatro obras de Manet y organizó la primera exposición de pintores impresionistas aunque no tuvo éxito comercial. Sin embargo, entre estos artistas iba surgiendo una conciencia de grupo que los llevaría a formar la Société anonyme des artistes para realizar exposiciones colectivas.

### Relación con Monet

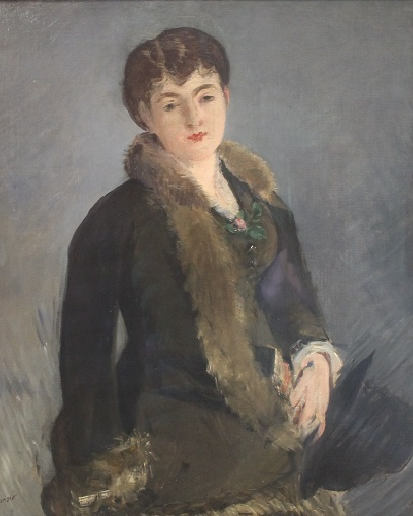
Retrato de la señorita Isabelle Lemonnier, por Édouard Manet, ca. 1879, Museo del Hermitage, San Petersburgo.

En esta época, en la que tuvo mucha relación con Monet, Édouard Manet empezó a adoptar las técnicas impresionistas, si bien rehusará a participar en las exposiciones colectivas. En cambio, organiza una exposición de sus obras en su propio taller de la parisina calle de St. Petersboug, que gozó de bastante popularidad, rumoreándose en la época que había tenido unas 4000 visitas.

### Deterioro de su salud
Hacia 1880, su salud empezó a deteriorarse a causa de un problema circulatorio crónico que no mejoró a pesar de someterse a tratamientos de hidroterapia en Bellevue. En esta época se reconoció su talento con una medalla de segunda clase concedida por el Salón y también fue nombrado Caballero de la Legión de Honor.

### Muerte
El 30 de abril de 1883, a causa de su enfermedad circulatoria crónica, le fue amputada la pierna izquierda, y diez días más tarde falleció a los 51 años de edad.

## Trayectoria artística
De todos los artistas de su tiempo, Manet fue quizás el más contradictorio. Aunque se le consideraba un personaje controvertido y rebelde, Manet se pasó casi toda su vida buscando la fama y la fortuna y, lo que quizás sea más importante, un pintor que ahora es aceptado como uno de los grandes, solía mostrarse inseguro de su dirección artística y profundamente herido por las críticas hacia su obra. Tuvo que esperar al final de su vida para conseguir el éxito que su talento merecía. Pese a que se le considera uno de los padres del Impresionismo, nunca fue un impresionista en el sentido estricto de la palabra. Por ejemplo, jamás expuso con el grupo y nunca dejó de acudir a los Salones oficiales, aunque le rechazaran. Afirmaba que «no tenía intención de acabar con los viejos métodos de pintura ni de crear otros nuevos». Sus objetivos no eran compatibles con los de los impresionistas, por mucho que se respetaran mutuamente.
La notoriedad de Manet, al menos en las etapas tempranas de su carrera, se debió más a los temas de sus cuadros, considerados escandalosos, que a la novedad de su estilo. Hasta mediados de la década de 1870 no empezó a utilizar técnicas impresionistas. En este sentido, Bownes se muestra bastante convincente al demostrar que, de joven, sin llegar a considerarse un innovador, Manet sí trataba de hacer algo nuevo: buscaba crear un tipo libre de composición que estaría, sin embargo, tan herméticamente organizada en su superficie como los cuadros de Velázquez.
En 1859 presentó por primera vez al Salón su Bebedor de absenta, un cuadro que permitía sin problemas adivinar su adoración por Frans Hals, pero que provocó una turbulenta reacción en el público y en el jurado, inexplicable sin duda para un Manet que durante toda su vida lo único que buscó fue el éxito dentro de la respetabilidad. 
En los años sesenta, sin embargo, su pintura de tema español, tan de moda por entonces en Francia, fue bastante bien acogida y en 1861 el Salón aceptó por primera vez un cuadro suyo, el Guitarrista español.
El tono general de la obra de Manet no es el de un pintor radical únicamente preocupado por el mundo visual. Es un sofisticado habitante de la ciudad, un caballero que se ajusta en todo al concepto decimonónico de dandi: un observador distante, refinado, que contempla desde una elegante distancia el espectáculo que le rodea. Desde este punto de vista, Manet concluye el que será, sin duda, uno de sus cuadros más escandalosos, rechazado en el Salón de 1863 y expuesto en el de los Rechazados, Almuerzo sobre la hierba.

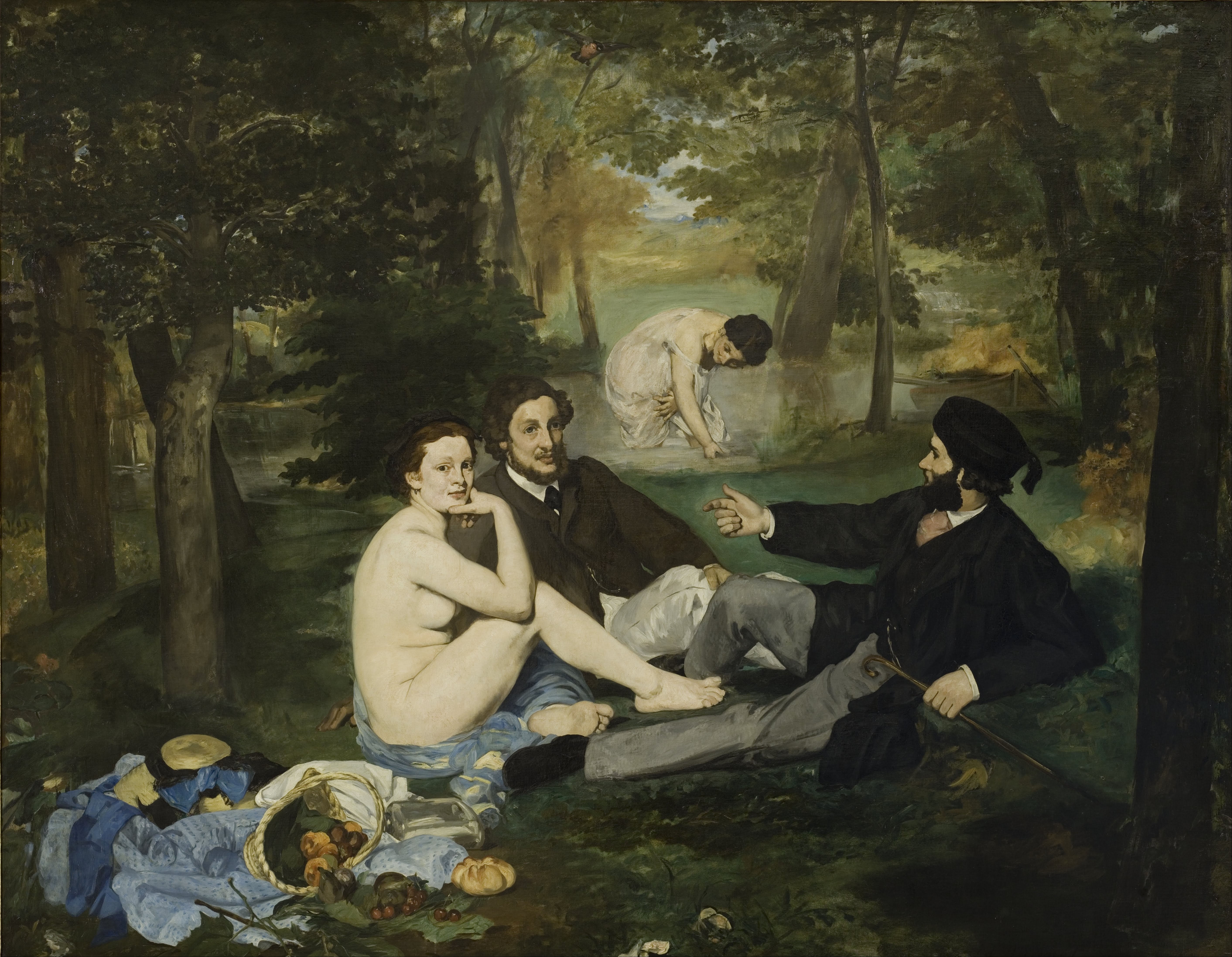
Le Déjeuner sur l'Herbe (El almuerzo sobre la hierba), 1863.

El reto lo planteaba una realidad contemporánea, los bañistas del Sena, y la escena estaba reformulada en el lenguaje de los viejos maestros (el cuadro está claramente inspirado en la Fiesta campestre del Tiziano), compitiendo con ellos y, al mismo tiempo, subrayando las diferencias. Las escenas con el tema del ocio en el campo estaban ya muy enraizadas en el arte occidental y abundaban tanto en las ilustraciones populares como en el arte académico, pero el cuadro de Manet pertenece a un orden distinto, desconcertante por la evidente inmediatez con que se enfrenta al espectador.
Sin embargo, pese a la aparente unidad del grupo, cada figura es una entidad separada, absorta en su propia actitud o meditación, de manera que ningún tipo de conexión narrativa puede explicar el conjunto. Y esta sensación de ruptura hace que el cuadro parezca desintegrarse en una especie de collage de partes independientes que solo por un instante se agrupan gracias a su parecido, prestado, con el orden renacentista.

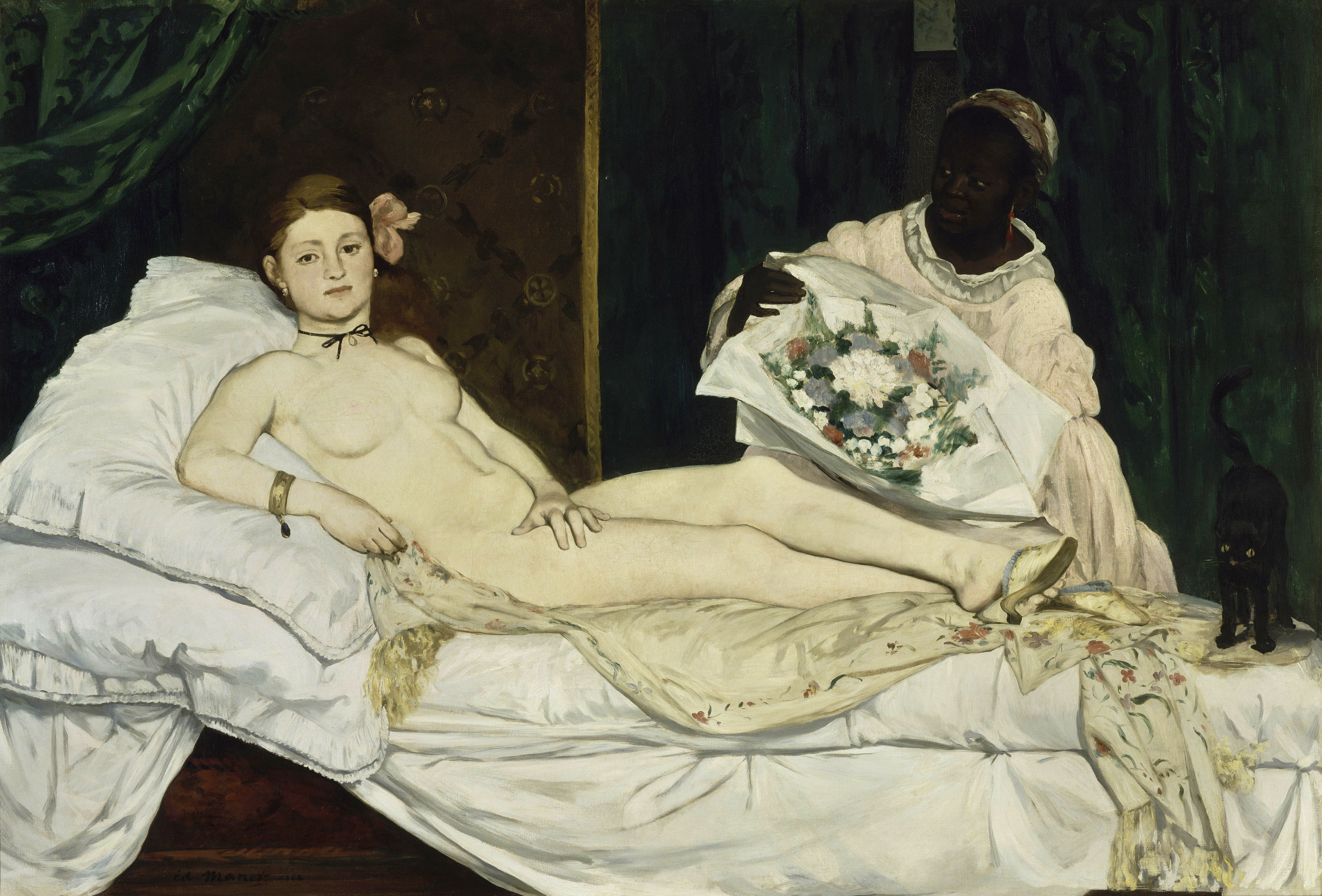
Olympia, 1863.

Pero más escandalosa todavía fue la Olympia, pintada en 1863 pero no presentada al Salón hasta 1865, donde fue rechazada. Entre las razones por las que este cuadro iba a resultar chocante no son las menos importantes el hecho no solo de que es una clara parodia de una obra renacentista, (la Venus de Urbino de Tiziano), sino también una flagrante descripción de los hábitos sexuales modernos.
Manet sustituye en él a una diosa veneciana del amor y la belleza por una refinada prostituta parisina. Pero lo que realmente desconcertó a los críticos de la época es que Manet no la sentimentaliza ni la idealiza, y Olimpia no parece ni avergonzada ni insatisfecha con su trabajo. No es una figura exótica o pintoresca. Es una mujer de carne y hueso, presentada con una iluminación deslumbrante y frontal, sobre la que el pintor muestra un perturbador distanciamiento que no le permite moralizar sobre ella.
Ambas obras entusiasmaron a los pintores más jóvenes por lo que suponían de observación directa de la vida contemporánea, por su naturalidad y por su emancipación técnica. Manet se convirtió así, casi sin quererlo, en el personaje principal del grupo que se reunía en el Café Guerbois, la cuna del Impresionismo.
En 1867, hacia la época de la Segunda Exposición Universal en París, Manet, muy desalentado por su mala acogida en el Salón oficial, decidió seguir el ejemplo de Courbet unos años antes y dispuso, con su propio dinero, un pabellón donde presentó cerca de cincuenta obras sin obtener, sin embargo, ningún éxito público. 

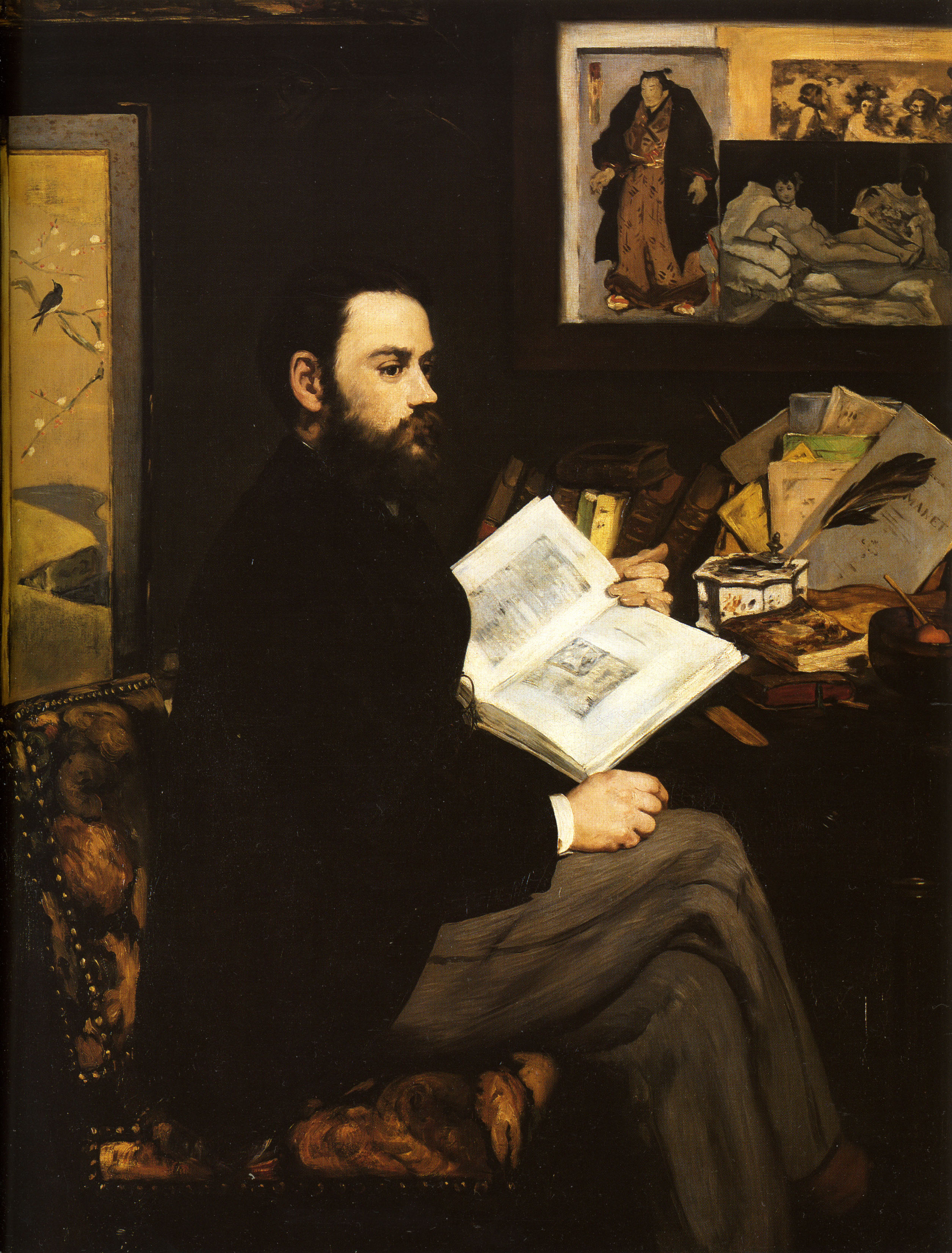
Retrato de Émile Zola por Édouard Manet.

En el prólogo del catálogo es muy probable que le ayudara su amigo el novelista Zola porque, de hecho, para su pintura durante toda la década de 1860, Manet contó con el apoyo escrito de Zola desde su puesto de crítico de arte en la revista semanal L'Evenement. Bajo estas circunstancias Manet pintó de él en 1867-68, un retrato a la vez extraño y programático.
Ningún pintor del grupo impresionista ha sido tan discutido como Manet. Para algunos fue el pintor más puro que haya habido jamás, completamente indiferente ante los objetos que pintaba salvo como excusas neutras para situar un contraste de líneas y sombras. Para otros, construyó simbólicos criptogramas en los que todo puede ser descifrado según una clave secreta pero inteligible. Para algunos, Manet fue el primer pintor genuinamente moderno que liberó al arte de sus miméticas tareas. Para otros, fue el último gran pintor de los viejos maestros, demasiado enraizado en una multitud de referencias histórico-artísticas. 
Algunos todavía creen que fue un pintor de técnica deficiente, completamente incapaz de conseguir una coherencia espacial o compositiva. Otros piensan que fueron precisamente estos "defectos" los que constituyeron su deliberada contribución a las drásticas y enormemente fructíferas transformaciones que introdujo en la estructura pictórica.
En el Salón de Otoño de 1905 se realizó una exposición en reconocimiento al artista Edouard Manet.

## Obras

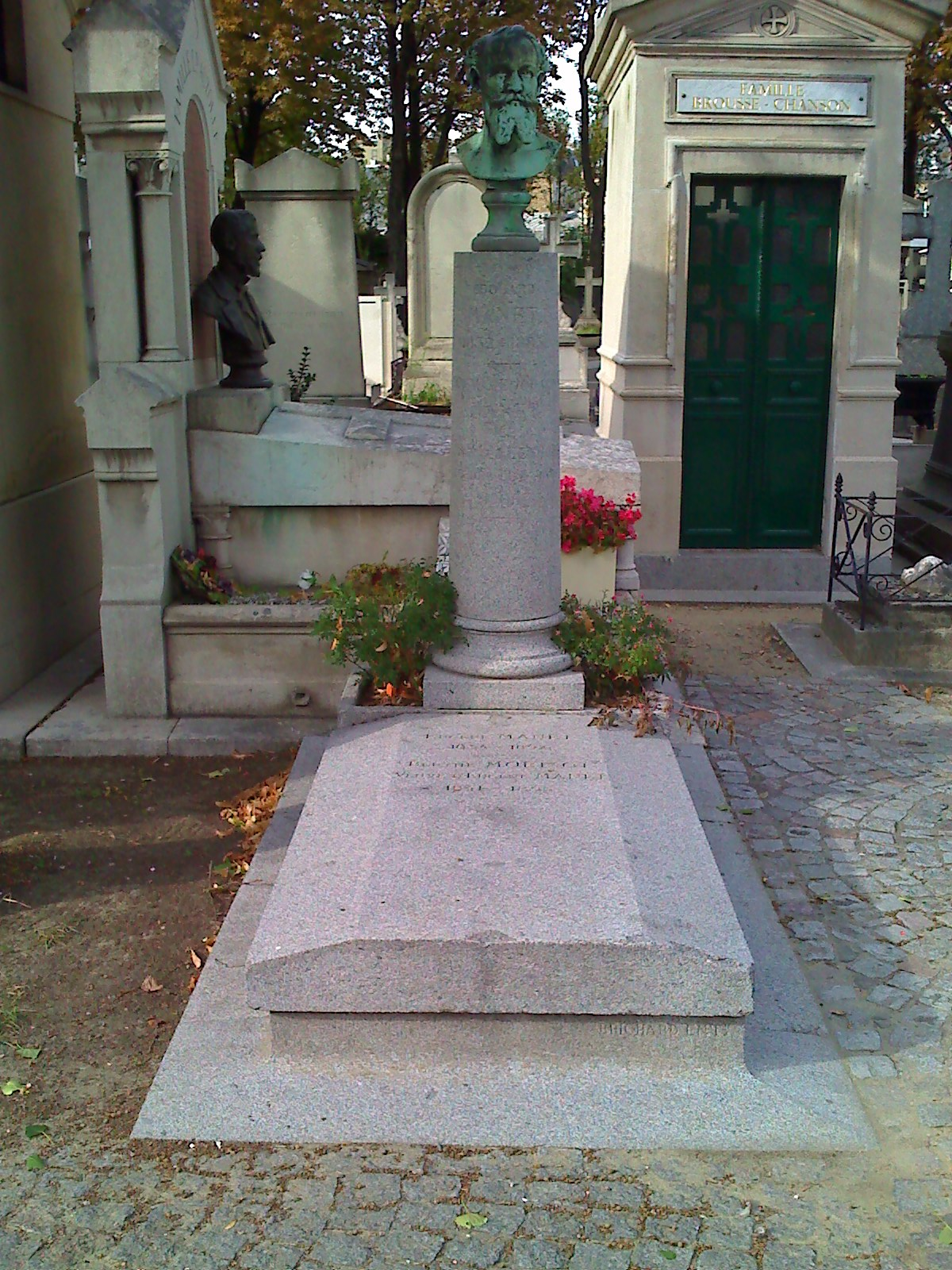
Tumba de Manet en el cementerio de Passy de París.

- Una parisina o mujer con sombrero café: En el año 1863 el rostro de una mujer que mira de una forma provocativa cambiará la visión del arte a finales del siglo XIX.[6]
- La ninfa sorprendida (La Nymphe surprise) 1860, 146 cm × 114 cm, Museo Nacional de Bellas Artes (Argentina)
- La música en las Tullerías (La Musique aux Tuileries ), 1862, 76 x 118 cm, National Gallery (Londres)
- Olympia, 1863, 130,5 x 190 cm, Museo de Orsay (París)
- Almuerzo sobre la hierba (Le Déjeuner sur l'herbe), 1863, 208 x 264,5 cm, Museo de Orsay (París). También conocida por Almuerzo campestre
- La lectura (La lecture), 1865-1873, 60,5 x 73,5 cm, Museo de Orsay (París)
- El pífano (Le Joueur de fifre), 1866, 161 x 97 cm, Museo de Orsay (París)
- La ejecución del emperador Maximiliano (L'Exécution de Maximilien), 1868, 252 x 305 cm, Städtische Kunsthalle (Mannheim)
- Retrato de Émile Zola (Portrait d'Émile Zola) 1868, 146 x 114 cm, Museo de Orsay (París)
- El almuerzo 1868, 118 x 154 cm, Neue Pinakothek, (Múnich)
- El balcón hacia 1868, 170 x 124,5 cm, Museo de Orsay, (París)
- Monet en su barca (Monet sur son bateau) 1874, 50 x 64 cm, Neue Pinakothek, (Múnich)
- Argenteuil 1874, 149 x 115 cm, Museo de Bellas Artes (Tournai)
- Orillas del Sena en Argenteuil (Banks of the Seine at Argenteuil) 1874, 103 x 62 cm, Courtauld Gallery (Londres)
- Autorretrato 1879, 83 x 67 cm, Colección privada
- Un bar del Folies Bergère (Un bar aux Folies Bergère) 1882, 96 x 130 cm, Courtauld Institute (Londres)
- Claveles y clemátides en un jarro de cristal 1882, 55 × 34 cm, Museo de Orsay (París)
- Amazona de frente, Museo Thyssen-Bornemisza, Madrid
- El espárrago, Museo de Orsay (París)

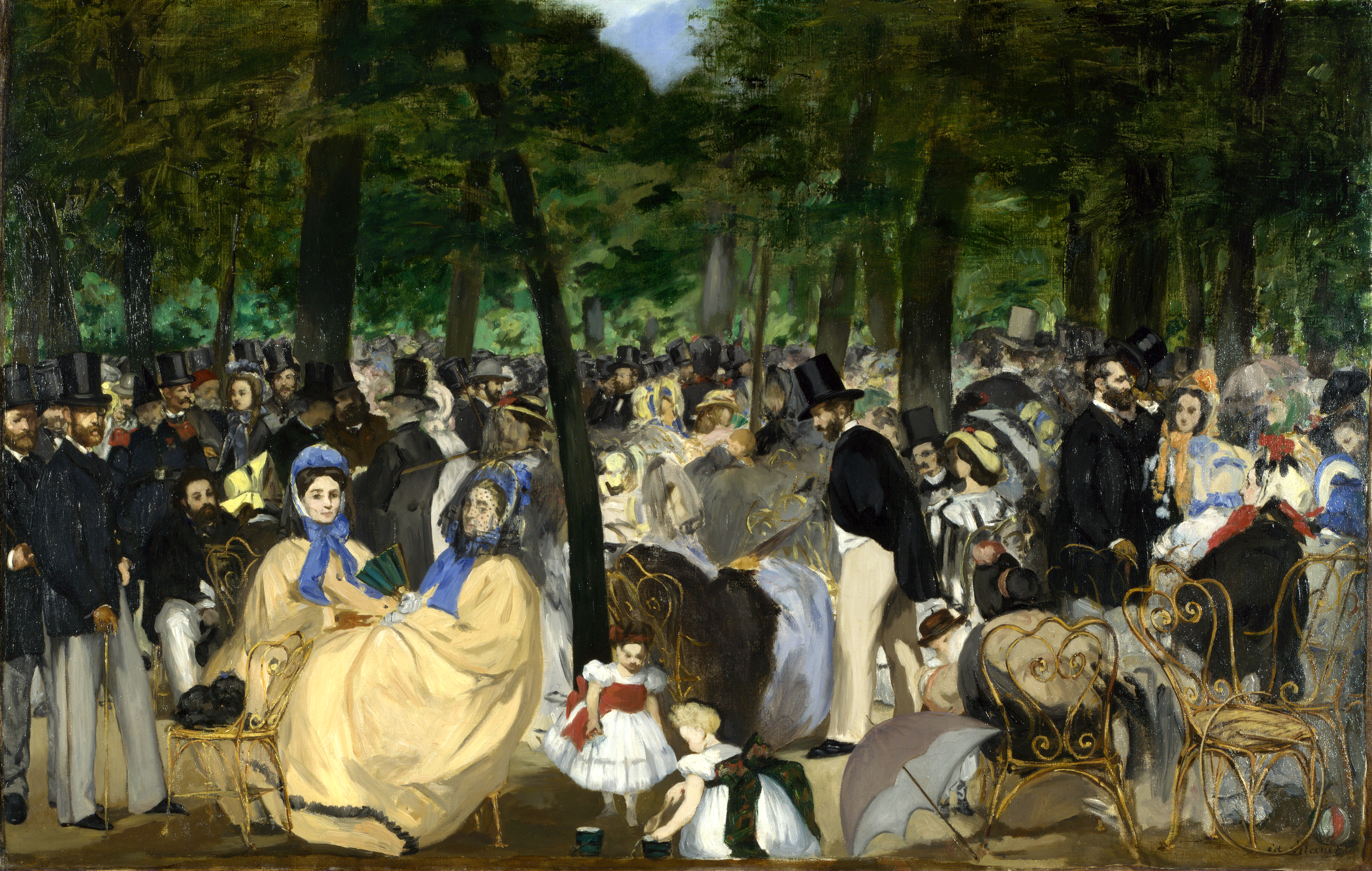
La música en las Tullerías.
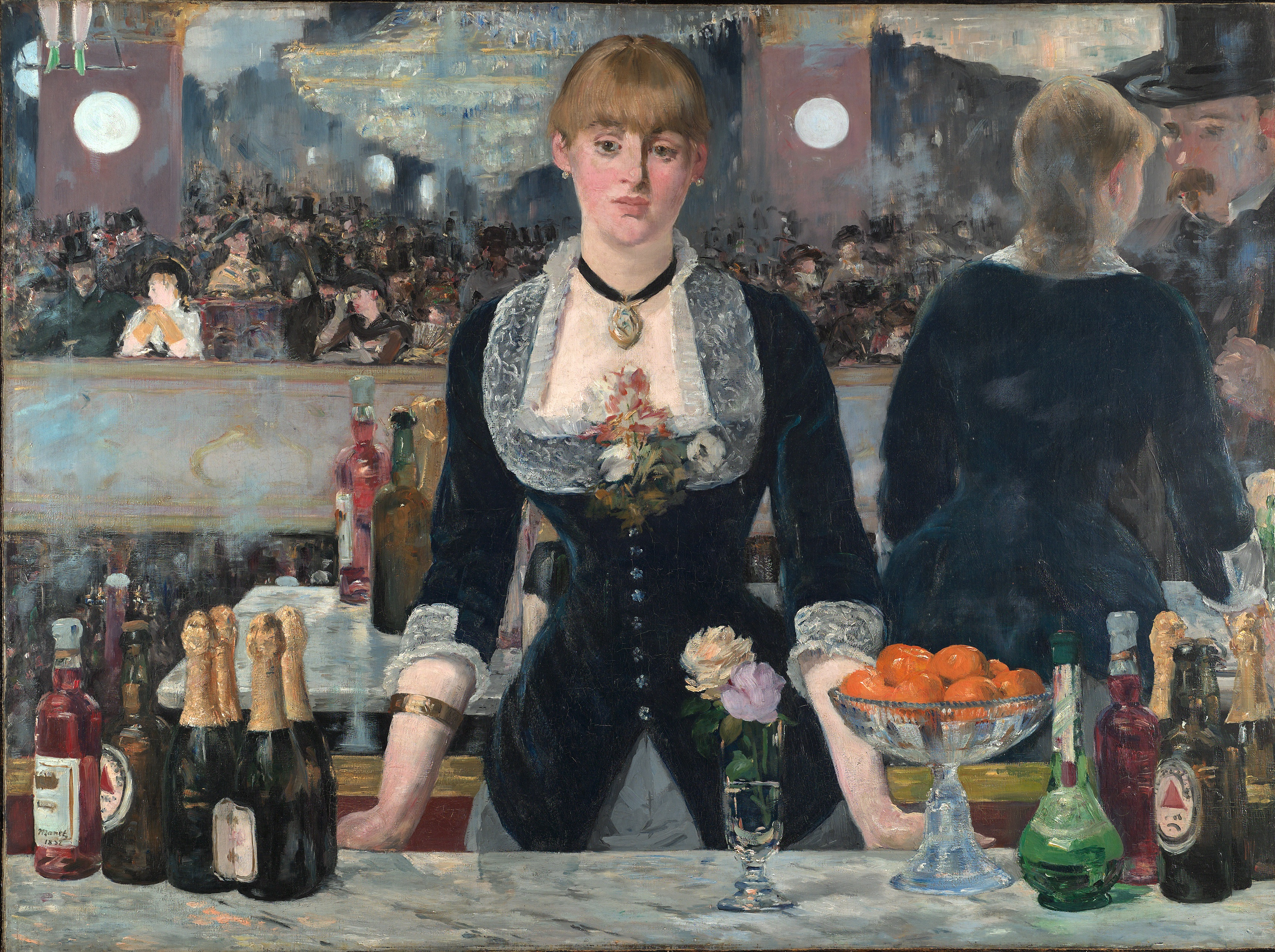
Un bar del Folies Bergère.
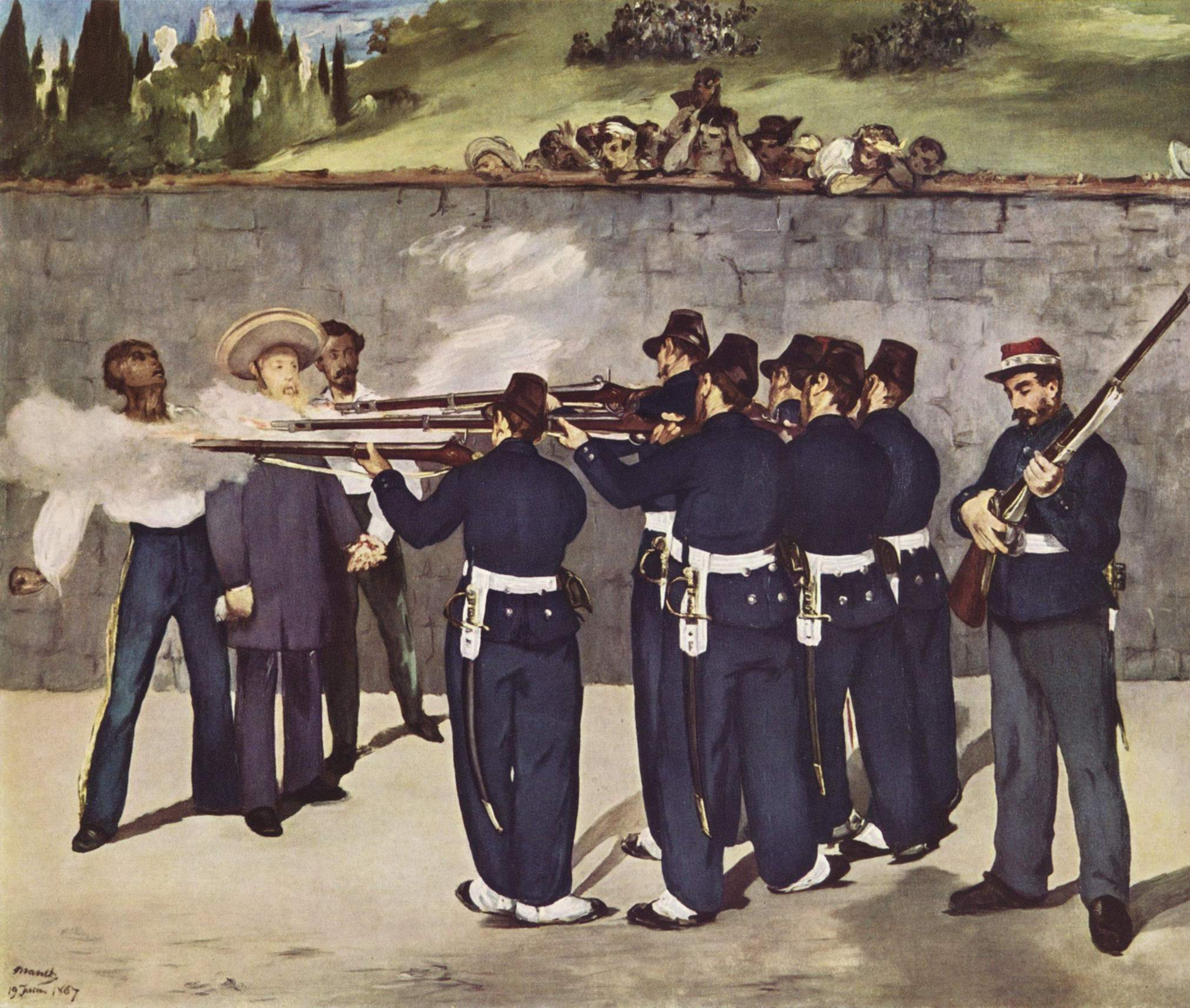
La ejecución del emperador Maximiliano, 1868-69, Kunsthalle Manheim.
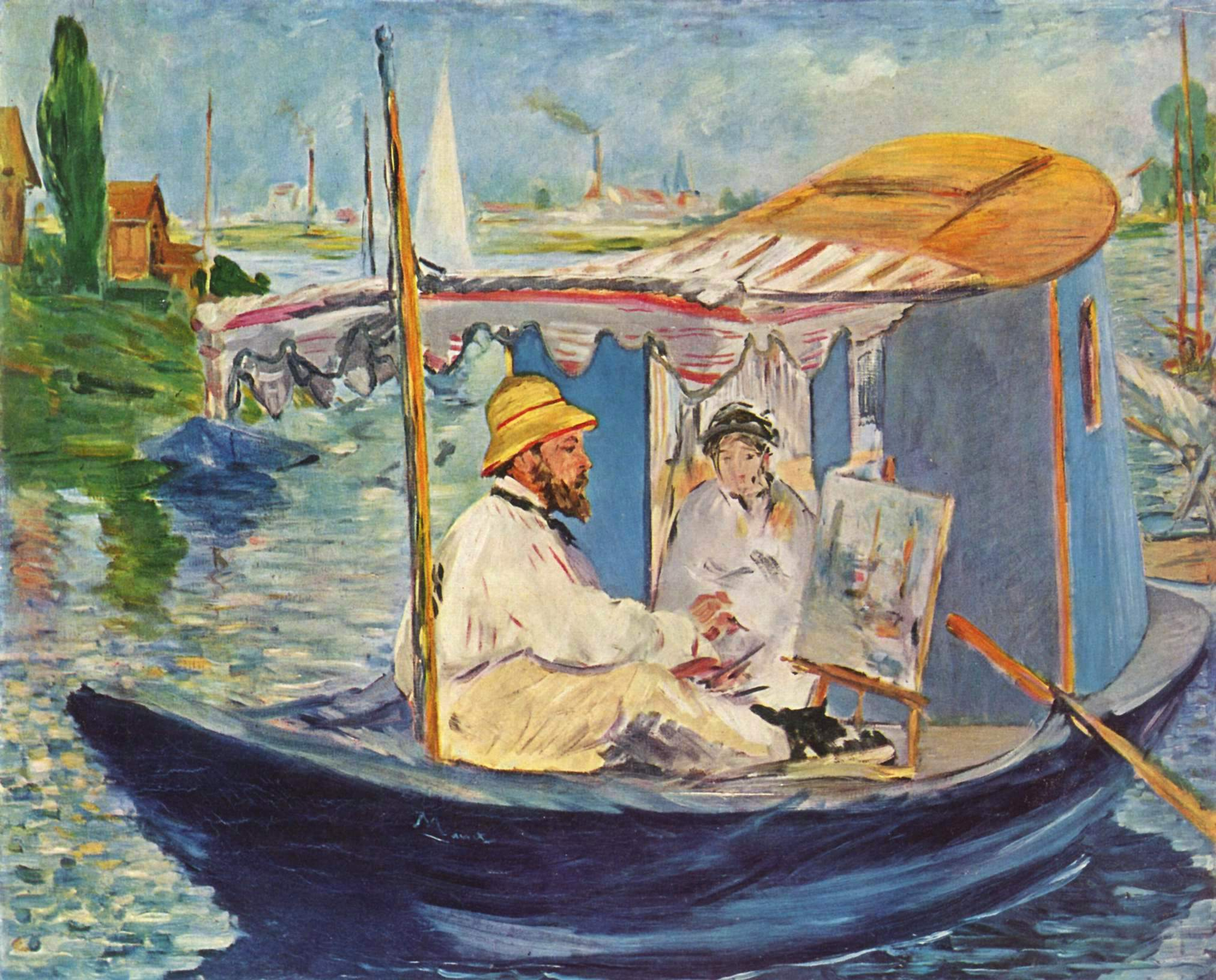
Claude Monet en su barca a orillas del Sena.
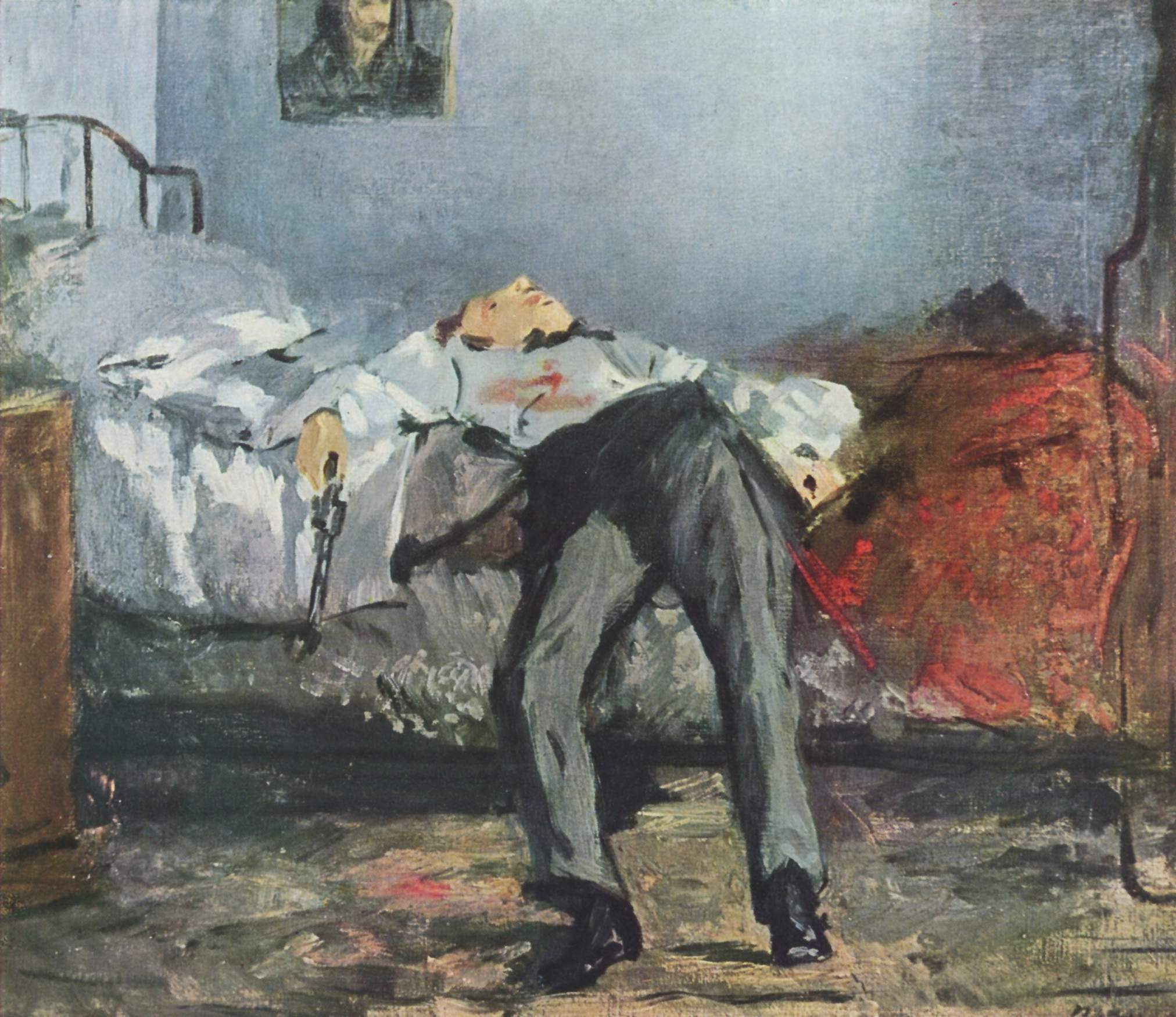
El suicidio.
El ferrocarril, 1873. National Gallery of Art, Washington.

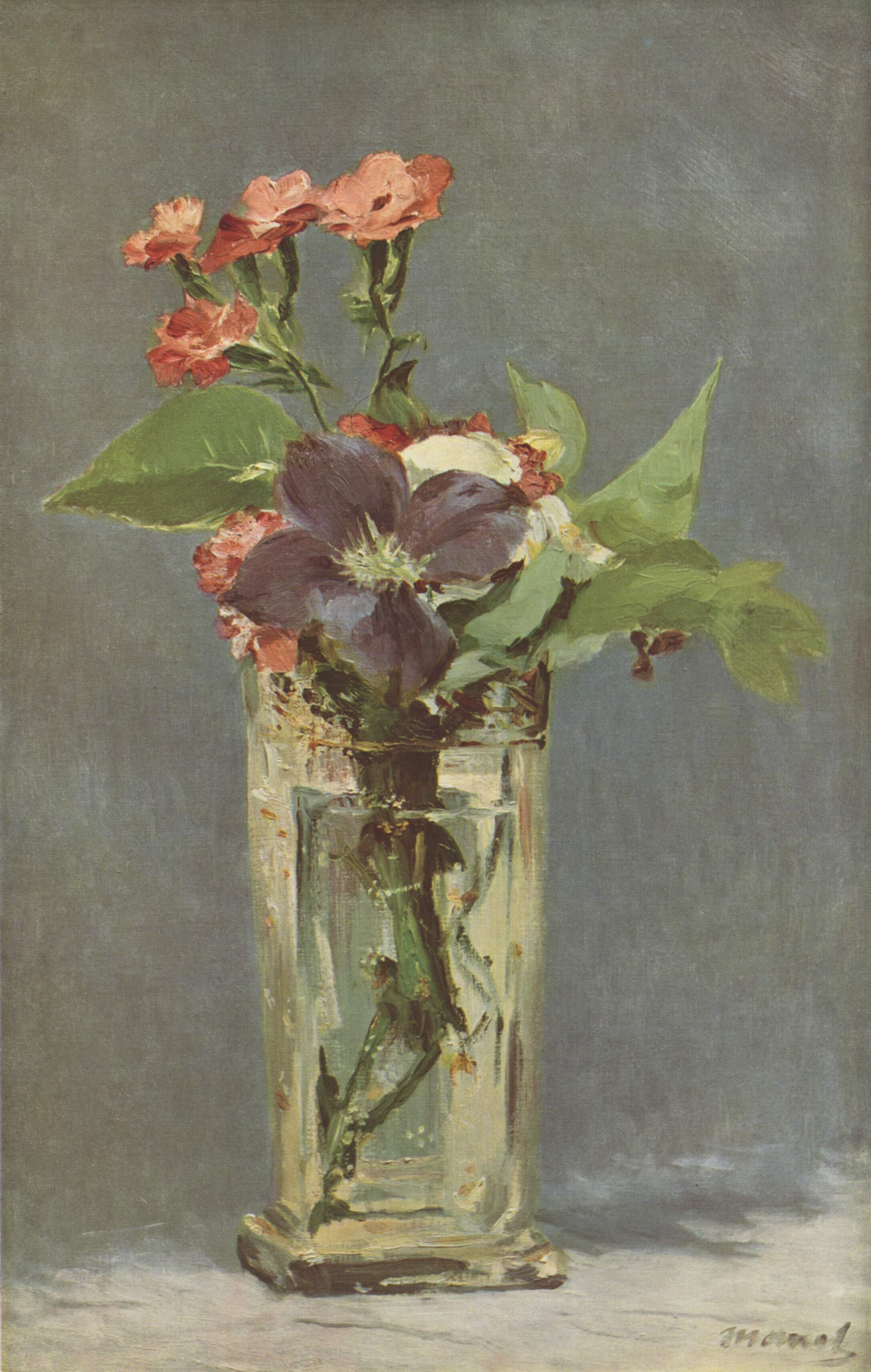
Claveles y clemátides en un jarro de cristal.
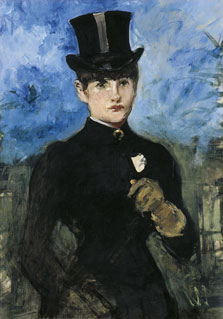
Amazona de frente, c.1882. Museo Thyssen Bornemisza.
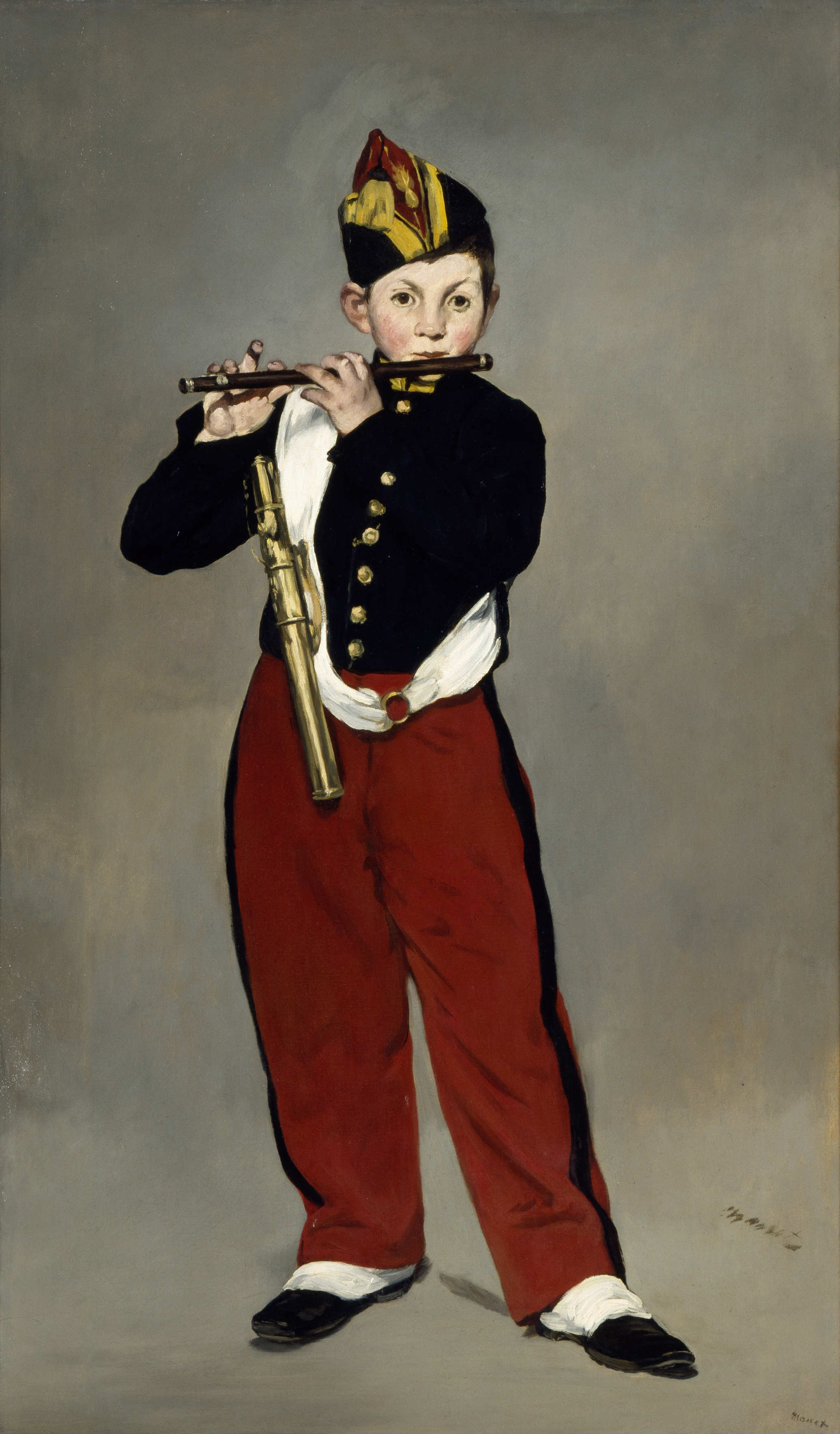
El pífano.
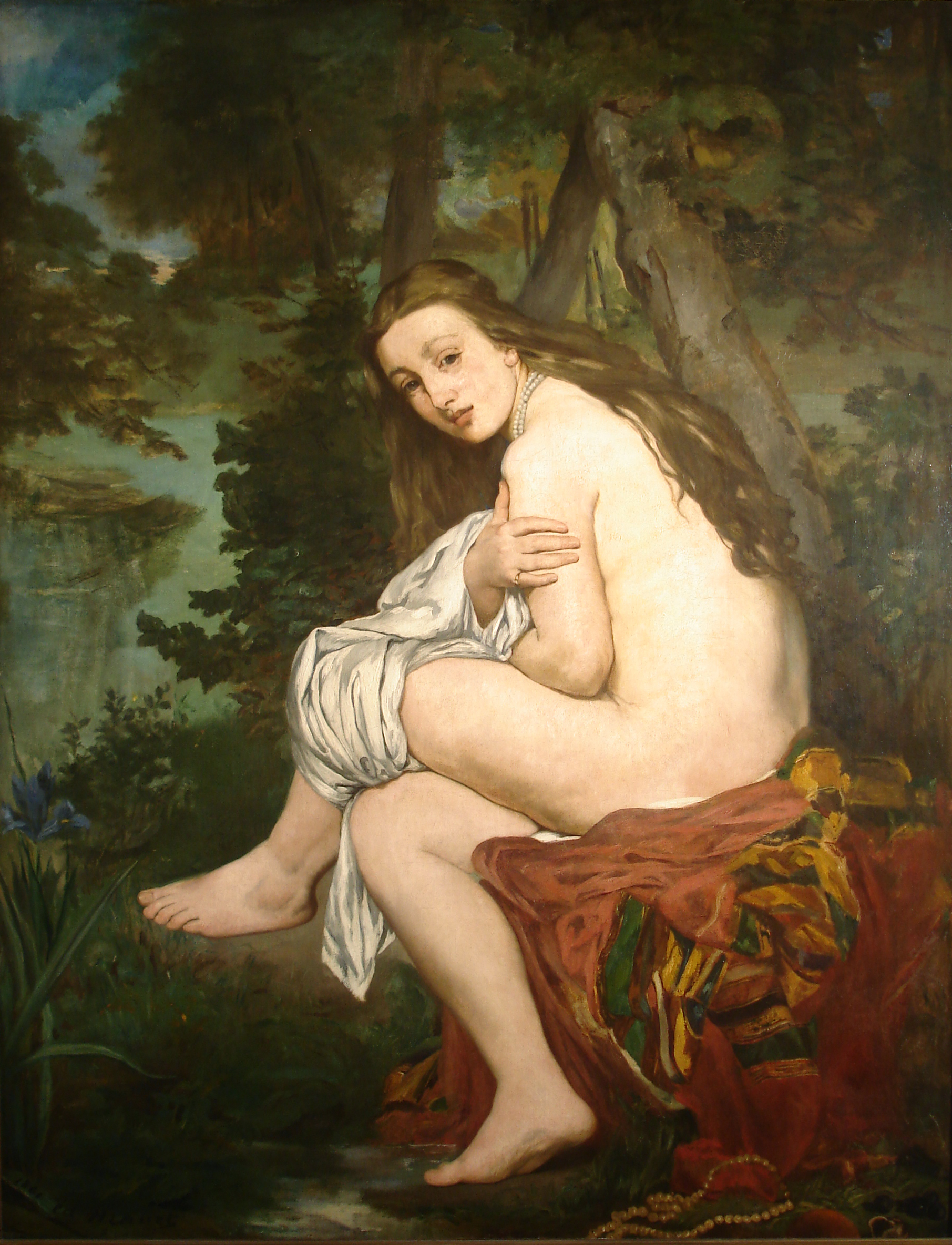
La ninfa sorprendida - Édouard Manet. 1861. Museo Nacional de Bellas Artes
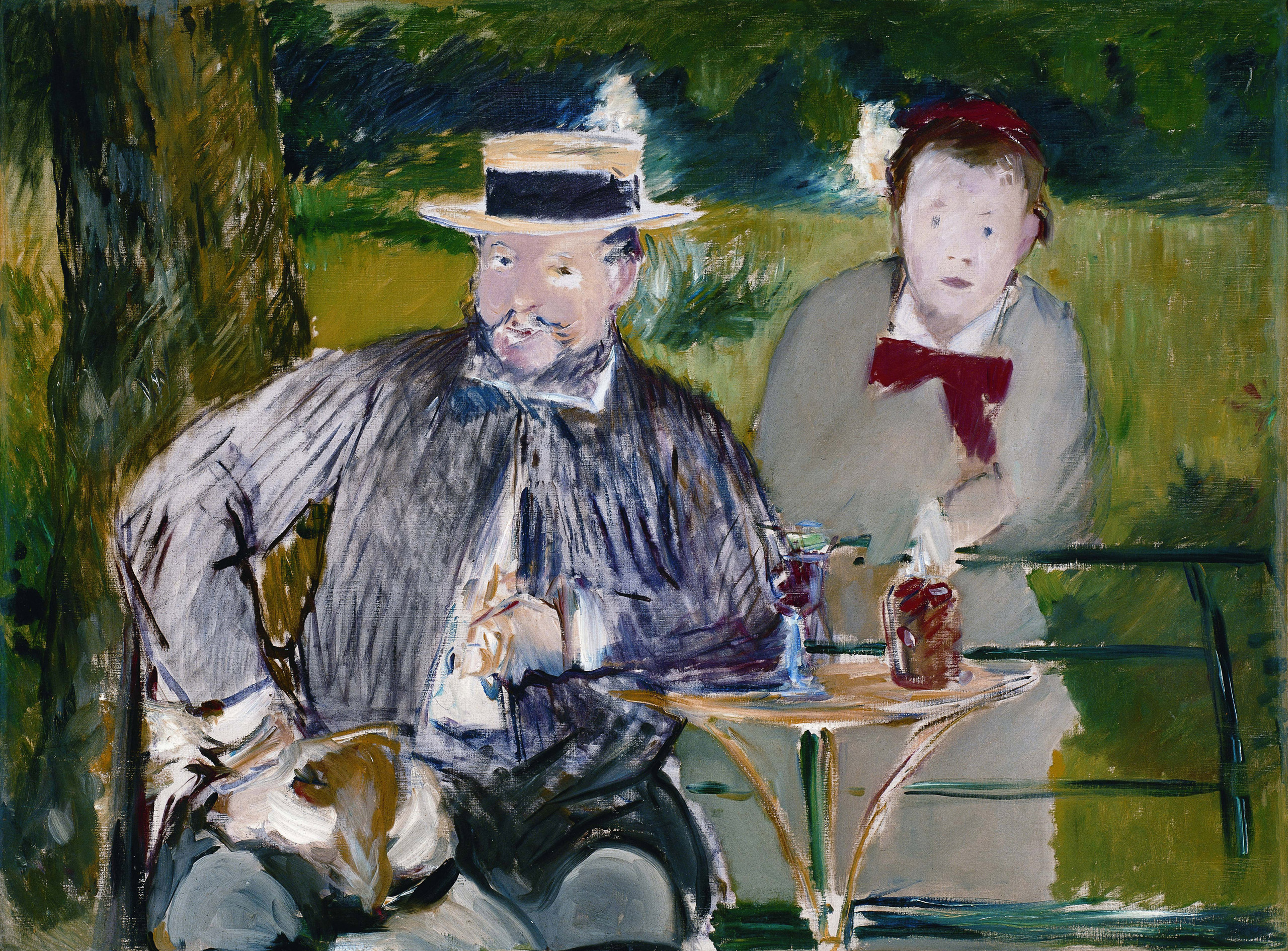
Retrato de Ernest Hoschedé y su hija. c.1876. Museo Nacional de Bellas Artes
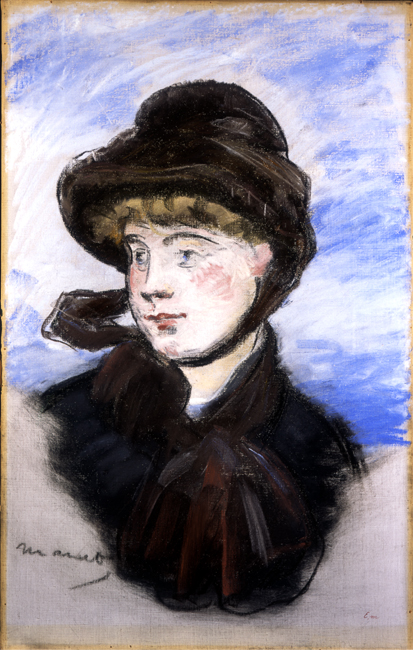
Joven con sombrero marrón(también conocida como Una parisina), 1882, Colección Museo Soumaya.Fundación Carlos Slim, México